# Rock the Casbah (2012)
Rock the Casbah (hebräisch רוק בקסבה) ist ein israelischer Drama-Film von Yariv Horowitz aus dem Jahr 2012.

## Handlung
Rock the Casbah spielt 1989, zur Zeit der ersten Intifada. Er beschreibt das Leben des heranwachsenden israelischen Soldaten Tomer (Yon Tumarkin) und seiner Armee-Einheit im Nahostkonflikt. Als ein Mitglied seiner Truppe (Henry David) getötet wird, ist Tomer einer von vier Männern, die vom Kommandanten ausgewählt werden, um eine Überwachungsoperation durchzuführen. So wollen sie den Täter schnappen. Tomer hat gemischte Gefühle gegenüber diesem Auftrag. Von seinen Kameraden wird er aufgezogen, weil er mit arabischen Kindern spielt, die seine Kameraden als „kleine Terroristen“ bezeichnen. Da die Soldaten jedoch bei der arabischen Bevölkerung in der Umgebung weniger gut ankommen, wird es auch für Tomer immer schwieriger, freundlich zu diesen zu sein. Und schon bald wird klar, dass der Krieg auch Tomer verändern wird.

## Hintergrund
Das Drehbuch für Rock the Casbah schrieben Guy Meirson und Yariv Horowitz. Yariv Horowitz übernahm auch die Regie.
Der Film soll die Auswirkungen des Krieges auf die Psyche der Beteiligten darstellen. Er soll die Sinnlosigkeit bewaffneter Aktionen aufzeigen, die immer nur neues Unrecht hervorrufen.
In Deutschland wurde der Film unter anderem auch auf den Internationalen Filmfestspielen in Berlin sowie einigen deutschen Kinos im Original mit Untertiteln gezeigt. Außerdem lief er im April 2015 im deutschen Fernsehen.
Es gibt eine hebräisch-, englisch- und französischsprachige DVD-Veröffentlichung.

## Kritiken
Jordan Hoffman von Film.com beschrieb den Film als sehenswert und diskussionswürdig. Rock the Casbah beschreibe, wie kompliziert und schwer zu lösen dieser Konflikt sei. Hoffman gab dem Film 7.3 von 10 Punkten. Dan Fainaru von Screen Daily erklärte jedoch, dass der Film zwar ein akkurates Porträt einer anhaltenden Tragödie sei, der Film aber mehr Farbe und Pep habe, als dass er wirklich in die Tiefe gehe. Alissa Simon vom Magazin Variety fügt dem hinzu, dass der Film den Zuschauern nichts biete, das sie nicht schon einmal gesehen hätten.

## Auszeichnungen und Nominierungen

### Auszeichnungen
Aubagne International Film Festival:
- 2013: Special Prize of the Jury (Yariv Horowitz, Assaf Amdursky, Topia Communications)

Awards of the Israeli Film Academy:
- 2012: Best Editing (Isaac Sehayek)

Bergamo Film Meeting:
- 2013: Silver Rosa Camuna (Yariv Horowitz, Topia Communications)

Berlin International Film Festival:
- 2013: Panorama (Yariv Horowitz)

### Nominierungen
Awards of the Israeli Film Academy:
- 2012: Best Film (Yariv Horowitz, Michael Sharfstein, Moshe Edery, Leon Edery)
- 2012: Best Director (Yariv Horowitz)
- 2012: Best Supporting Actress (Khaula Al Haji-Daibsi)
- 2012: Best Sound (Gil Toren, Avi Mizrahi, Michael Legum)
- 2012: Best Art Direction (Ariel Glazer)
- 2012: Best Music (Assaf Amdursky)
- 2012: Best Makeup (Sigalit Grau)

Jerusalem Film Festival:
- 2012: Best Israeli Feature (Yariv Horowitz)

Skip City International D-Cinema Festival:
- 2013: Feature Film (Yariv Horowitz)[10]